# Liolaemus punmahuida
Espèce
Statut de conservation UICN

 LC  : Préoccupation mineure
Liolaemus punmahuida est une espèce de sauriens de la famille des Liolaemidae.

## Répartition et habitat
Cette espèce est endémique de la province de Neuquén en Argentine. Elle se rencontre au-dessus de 2 900 m d'altitude. La végétation est composée de Anarthrophyllum, Chaetanthera, Chiliotrichium, Gamocarpha, Haploppapus, Hordeum, Hypochaeris, Mulinum, Nassauvia, Nastanthus, Oxalis, Senecio et Viola.

## Publication originale
- Avila, Perez & Morando, 2003 : A new species of Liolaemus (Squamata: Iguania: Liolaemidae) from Northwestern Patagonia (Neuquén, Argentina). Herpetologica, vol. 59, no 4, p. 534–545.